# أوبو
غوانغدونغ أوبو موبايل للاتصالات (بالإنجليزية: Guangdong OPPO Mobile Telecommunications Corp., Ltd.)‏ والتي يُشار إليها عادة باسم OPPO، هي شركة صينية للإلكترونيات الاستهلاكية والاتصالات المتنقلة يقع مقرها في دونغ غوان، غوانغدونغ في الصين، وتشتهر بهواتفها الذكية ومشغلات بلو راي وغيرها من الأجهزة الإلكترونية. تُعتبر أوبو الشركة الرائدة في مجال الهواتف الذكية، ومن أفضل العلامات التجارية للهواتف الذكية في الصين في عام 2019، واحتلت المرتبة الخامسة على مستوى العالم. وهي شركة تابعة لبي بي كي إليكترونيكس إلى جانب فيفو وريلمي وون بلس.

## التاريخ
تم تسجيل العلامة التجارية أوبو في الصين في عام 2001، وتم إطلاقها في عام 2004. منذ ذلك الحين، توسعت لتشمل جميع أنحاء العالم.
في يونيو 2016، أصبحت أوبو أكبر مُصنع للهواتف الذكية في الصين، وتبيع هواتفها في أكثر من 200.000 منفذ بيع بالتجزئة.

## الأقسام الإقليمية
أوبو إندونيسيا، أوبو تايلاند، أوبو فيتنام وأوبو الصين هي نفس العلامة التجارية، ولكن الأقسام مختلفة تماماً حيث يتم تصميم المنتجات لتلبية الاحتياجات الإقليمية الخاصة بهم.
أوبو الرقمية (بالإنجليزية: OPPO Digital Inc)‏، هي وحدة عمليات مستقلة تماماً مرخصة بنفس اسم العلامة التجارية أوبو. وهي موجودة في ماونتن فيو، كاليفورنيا في الولايات المتحدة تختص بمشغلات البلو راي ومشغلات دي في دي.
تأسست شركة أوبو الرقمية في ولاية كاليفورنيا في عام 2004. وكان أول منتج خاص بهم يحمل الاسم OPDV971H وهي وحدة تشغيل أقراص دي في دي.

## الهواتف
آخر الهواتف الذكية التي تم اصدارها من طرف الشركة هو OPPO F9، Oppo Find X.
الهواتف الذكية الأخرى للشركة هي U705T Ulike 2, U701 Ulike, R610, R811 Real, R817 Real, R819 / R819T and the T29.
فيما يلي جدول يوضح الموديلات التي تقوم الشركة بإنتاجها والفروق بينها بالمواصفات:
|                        | Finder                 | Find 5                           | U705T Ulike 2            | U701 Ulike               | R610                     | R811 Real                | R817 Real                | R819 / R819T        | T29                      | أوبو N1                            | Find 7a                       | Find 7                        |
| ---------------------- | ---------------------- | -------------------------------- | ------------------------ | ------------------------ | ------------------------ | ------------------------ | ------------------------ | ------------------- | ------------------------ | ---------------------------------- | ----------------------------- | ----------------------------- |
| الأبعاد                | 125 × 66 × 6.65 mm     | 141.8 × 68.8 × 8.8 mm            | 127 × 63.7 × 9 mm        | 123 × 64 × 9.7 mm        | 112.8 × 55.5 × 14.3 mm   | 115.2 × 61.5 × 10.9 mm   | 123 × 63 × 9.7 mm        | 136.5 × 68 × 7.3 mm | 131.5 × 67 × 10.5 mm     | 170.7 × 82.6 × 9 mm                | 152.6 × 75 × 9.2 mm           | 152.6 × 75 × 9.2 mm           |
| الوزن                  | 125 g                  | 165 g                            | 113 g                    | 130 g                    | 102.5 g                  | 119 g                    | 125 g                    | 110 g               | 160 g                    | 213 g                              | 170 g                         | 171 g                         |
| الشاشة                 | Super AMOLED Plus      | IPS LCD capacitive               | TFT capacitive           | IPS LCD capacitive       | IPS LCD capacitive       | TFT capacitive           | IPS LCD capacitive       | IPS LCD capacitive  | TFT capacitive           | Full HD IPS                        | Full HD IPS                   | Quad HD IPS                   |
| الدقة                  | 480×800                | 1080×1920                        | 540×960                  | 480×800                  | 320×480                  | 320×480                  | 480×800                  | 720×1280 pixels     | 540×960                  | 1080×1920                          | 1080×1920                     | 1440×2560                     |
| مساحة التخزين الداخلية | 16 GB                  | 16/32 GB                         | 16 GB                    | 4 GB                     | 4 GB                     | 4 GB                     | 4 GB                     | 16 GB               | 4 GB                     | 16/32 GB                           | 16 GB                         | 32 GB                         |
| الذاكرة                | 1 GB                   | 2 GB                             | 1 GB                     | 512 MB                   | 512 MB                   | 512 MB                   | 1 GB                     | 1 GB                | 1 GB                     | 2 GB                               | 2 GB                          | 3 GB                          |
| الكاميرا الخلفية       | 8 MP                   | 13 MP                            | 8 MP                     | 5 MP                     | 3 MP                     | 3 MP                     | 8 MP                     | 8 MP                | 8 MP                     | 13 MP                              | 13 MP                         | 13 MP                         |
| الكاميرا الأمامية      | 1.3 MP                 | 1.9 MP                           | 5 MP                     | 2 MP                     | None                     | Yes                      | Yes                      | 1.9 MP              | Yes                      | Same as back, uses rotating module | 5 MP                          | 5 MP                          |
| البطارية               | Li-Ion 1500 mAh        | Li-Ion 2500 mAh                  | Li-Ion 2020 mAh          | Li-Ion 1710 mAh          | Li-Ion 1100 mAh          | Li-Ion 1520 mAh          | Li-Ion 1710 mAh          | Li-Ion 2000 mAh     | Li-Ion 3150 mAh          | Li-Ion 3610 mAh                    | Li-Po 2800 mAh                | Li-Po 3000 mAh                |
| المعالج                | Dual-core 1.5 GHz      | Quad-core 1.5 GHz                | N/A                      | Dual-core 1 GHz          | Dual-core 1 GHz          | Dual-core 1 GHz          | Dual-core 1 GHz          | Quad-core 1.2 GHz   | Dual-core 1 GHz          | Quad-core 1.7 GHz                  | Quad-core 2.3 GHz             | Quad-core 2.5 GHz             |
| نظام التشغيل           | 4.0.4 آيس كريم ساندويش | Color OS, based on Android 4.2.2 | 4.0.4 Ice Cream Sandwich | 4.0.4 Ice Cream Sandwich | 4.0.4 Ice Cream Sandwich | 4.0.4 Ice Cream Sandwich | 4.0.4 Ice Cream Sandwich | 4.2.1 Jelly Bean    | 4.0.4 Ice Cream Sandwich | Color, based on Android 4.2        | ColorOS, based on Android 4.3 | ColorOS, based on Android 4.3 |
| تاريخ الأصدار          | 01 يوليوز 2012         | فبراير 2013                      | 19 دجنبر 2012            | 27 يونيو 2012            | دجنبر 2012               | دجنبر 2012               | أكتوبر 2012              | شتنبر 2013          | أكتوبر 2012              | دجنبر 2013                         | tba                           | tba                           |

## سلسلة هواتف Oppo F Series
قامت اوبو بإطلاق السلسلة الأكثر مبيعاً لديها من الهواتف الذكية وهي سلسلة اوبو (F) وأحدث الهواتف التي اطلقتها الشركة هو هاتف Oppo F11 وOppo F11 pro، ومن ضمن أكثر الهواتف التي حققت مبيعا Oppo F7 وF9.

### Oppo F11 Pro
من أفضل اطلاقات شركة اوبو هو هاتف  Oppo F11 pro في F Serise السلسلة التي اكتسبت احترام الجميع في سوق الهواتف الذكية بكاميرا 48 ميجا وامكانية الشحن السريع (Vooc) وبطارية 4000 ملي أمبير، كذلك يأتي بمعالج Helio P70 لضمان اداء متميز.

### Oppo F11
أوبو F11 أخر إطلاقات الشركة من هذه السلسلة ويحتوى علي كاميرا خلفية مزدوجة 48 و5 ميجا، وكاميرا أمامية 16 ميجا. ورام 6 جيجا. وذاكرة داخلية 64 جيجا.ويأتي الهاتف بمعالج Mediatek HElio P70 وبطارية 4020 mAh.

### Oppo F9
هاتف اوبو F9 هو من الهواتف المميزة من حيث الامكانيات مقابل السعر بمعالج ميدياتيك Helio P60 وكاميرا خلفية مزدوجة 16 و2 ميجا وامامية خرافية بدقة 25 ميجا وبطارية متواضعة 3500 ملى أمبير.

### Oppo F7
هاتف اوبو F7 بالشاشة 6.23 بوصة ورامات 4 و6 جيجا وذاكرة داخلية 64 و128 جيجا بايت، والكاميرا الأمامية بجودة 25 ميجا والخلفية 16 ميجا، بطارية الهاتف 3400 ملي امبير.

### Oppo F3
من ضمن أولى الهواتف التي أطلقتها شركة أوبو هو هاتف اوبو F3 بمواصفات 4 جيجا رام وذاكرة داخلية 64 جيجا قابلة للزيادة حتي 128 جيجا. ويحتوى علي كاميرا خلفية 13 ميجا وكاميرا أمامية مزدوجة 16 و8 ميجا.

## سلسلة هواتف Oppo A Series
أطلقت شركة أوبو سلسلة جديدة من الهواتف الذكية تحمل اسم اوبو A وحققت نجاح باهر في العام الماضي حيث اشتهر أكثر الهواتف مبيعا OPPO A5 2020 وهاتف OPPO A9 2020 وتم الإعلان عنها في عام 2019 لأول مرة.
OPPO A9
هاتف OPPO A9 مميز بكاميرا خلفية رباعية 48 ميجا بيكسل وكاميرا أمامية 16 ميجا بيكسل لعشاق التصوير والسيلفى، ويحتوي علي اصدارين 128/4 جيجا رام أو 128/6 جيجا رام وياتي بمعالج سناب دراجون 655.
OPPO A5
هاتف OPPO A5 في الفئة المتوسطة بأربع كاميرات خلفية الأساسية 12 ميجا بيكسل والامامية 8 ميجا، ويمتلك بطارية مميزة بسعة 5000 mAH وشاشة 6.5 بوصة.
OPPO A92
شاشة هاتف اوبو A92 بحجم 6.5 بوصة ودقة Full HD 1080x2400 بكسل، وتغطي الشاشة حوالى 90.5% من جسم الهاتف ويأتي بنفس المعالج سناب دراجون 655.
OPPO A72
يمتلك الهاتف ذاكرة داخلية 128 جيجا ورامات 8 جيجا ويحتوي أيضا علي البطارية العملاقة 5000 ملي أمبير وياتي بنظام التشغيل اندرويد 10 كما يحتوي علي نفس حجم الشاشة IPS LCD الموجودة في باقى الاصدارات.
OPPO A52
ياتي هاتف اوبو A52 بشاشة FULL HD+ وكاميرا خلفية تدعم تصوير بدقة 4K وبطارية عملاقة 5000 mAh ومنتوقع سعر الهاتف يعد بأنه سيكون في الفئة المتوسطة.

## دعائياً
قامت الفرقة الكورية الشعبية الجنوبية المعروفة باسم 2 بي إم بأداء أغنية باسم «اتبع روحك» (Follow Your Soul) في صفقة ترويجية مع شركة أوبو لإطلاق علامتها التجارية في تايلاند في عام 2010.

## وصلات خارجية
- الموقع الرسمي